# Clase Helgoland
La clase Helgoland fue una clase de acorazado tipo dreadnought del Imperio alemán. Los buques de esta clase, prestaron servicio durante la Primera Guerra Mundial y participaron en la Batalla de Jutlandia. Los cuatro sobrevivieron a la guerra, y fueron tomados como botín de guerra por los estados ganadores del conflicto.

## Diseño
Puestos en grada a partir de octubre de 1909, la clase Helgoland fue la segunda clase de Dreadnoughts alemanes como respuesta a la introducción al concepto “all big gun” por parte del HMS Dreadnought al igual que su predecesora, la clase Nassau, los buques, portaban su armamento en una inusual configuración hexagonal. Los doce cañones de 305 mm, estaban montados en torretas dobles, una a proa, otra a popa, y dos a cada banda. El armamento secundario, consistía en catorce cañones de 150 mm y otros tantos de 88 mm antiaéreo. Aunque su blindaje, que consistía en un cinturón blindado de 300 mm, una cubierta de 63 mm y 300 mm en las Barbetas y en las Torretas de la artillería principal, era superior al del Dreadnought, los Helgolands adoptaron para su motorización las unas obsoletas máquinas de vapor de triple expansión, que limitaban su velocidad a 20.5 nudos

## Unidades de la clase
Se construyeron cuatro unidades de la clase entre 1908 y 1912. 
- SMS Helgoland fue construido en los astilleros Howaldtswerke de Kiel. El Helgoland fue puesto en grada el 24 de noviembre de 1908, botado el 23 de agosto de 1911, y dado de alta el 20 de diciembre de 1911.
- SMS Ostfriesland fue construido en los astilleros Kaiserliche Werft Wilhelmshaven. Fue puesto en grada el 19 de octubre de 1908, botado el 1 de agosto de 1911, y dado de alta el 15 de septiembre de 1911.
- SMS Thüringen fue construido por AG Weser en Bremen. El Thüringen fue puesto en grada el 2 de noviembre de 1908, botado el 1 de julio de 1911, y puesto en activo el 10 de septiembre de 1911.
- SMS Oldenburg fue construido por los astilleros Schichau en Danzig; su quilla fue puesta en grada el 1 de marzo de 1909, fue botado el 1 de mayo de 1912, y dado de alta el 1 de julio de 1912.

## Primera Guerra Mundial
Los buques de la clase Helgoland fueron asignados a la primera escuadra de combate tras el inicio de la Primera Guerra Mundial. Los cuatro buques, estuvieron presentes en la Batalla de Jutlandia, el Helgoland fue impactado por un proyectil de 381 mm (15"), pero resultó con daños mínimos. El Oldenburg fue impactado por disparos de artillería secundaria que mataron a 8 tripulantes, e hirieron a otros 14. El Ostfriesland y el Thüringen resultaron sin daños, pero en el retorno a aguas alemanas el Ostfriesland chocó con una mina, y tuvo que ser reparado en Wilhelmshaven.

## Postguerra
Los buques de esta clase, apenas participaron en acciones de combate durante la Guerra, y fueron tomados como botín de guerra tras la rendición alemana. El Helgoland fue tomado por los británicos como reemplazo de los buques internados y auto hundidos en Scapa Flow. Posteriormente, fue desguazado en 1924. el Ostfriesland fue tomado por la US Navy, y fue usado como objetivo y hundido durante una demostración del poder de la aviación en 1921. El Thüringen y el Oldenburg fueron tomados como botín de guerra por Francia y Japón, respectivamente, y usados como objetivo hasta que fueron desguazados a comienzos de los años veinte.